# Fonds Masoch
Le Fonds Masoch est une association artistique ukrainienne fondée en 1991 à Lviv par Roman Viktiouk, Ihor Podoltchak et Ihor Diourytch (uk). Sa pratique artistique s'inscrit dans la tradition de l'action painting européen et de l'art relationnel de Nicolas Bourriaud. Le fonds est nommé d'après Leopold von Sacher-Masoch, qui fait référence aux domaines marginaux de la culture et de la société et est né à Lviv.
Le principe idéologique du Fonds Masoch est « l'esthétique contre l'éthique ». Podoltchak et Diourytch travaillent sur un registre provocatif.

## Œuvres majeures

### Mausolée du président(1994)

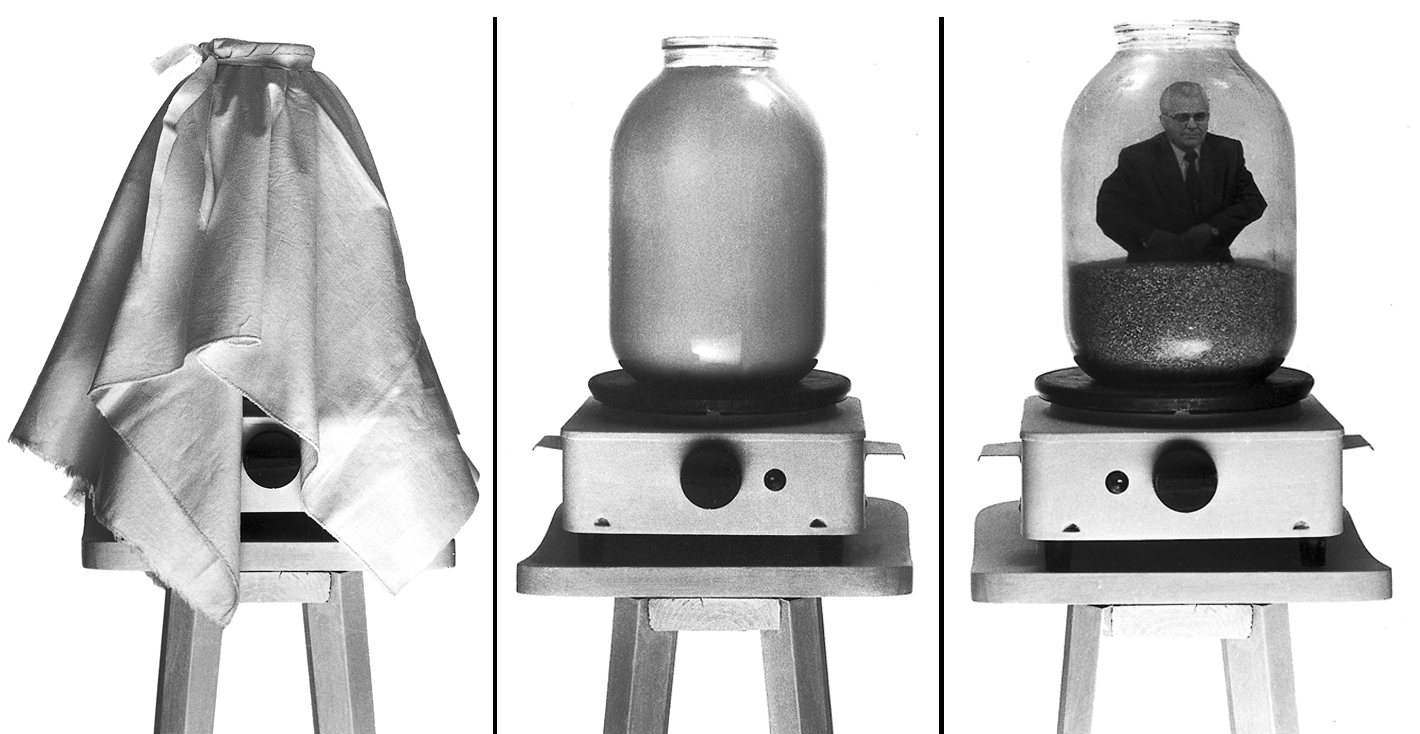
Mausolée du président. Objet d'art, 1994

L'œuvre consiste en un bocal avec du saindoux et des couennes de porc, une plaque chauffante électrique et une photo du premier président de l'Ukraine Leonid Kravtchouk placée dans du saindoux. Lorsque la plaque chauffante est allumée, le saindoux dans le bocal fond, devenant transparent et révélant l'image du président.

### Joyeux Jour de la Victoire, M. Muller !(1995)
(allemand : Zum Tag des Sieges von Herrn Muller)
Le 8 mai 1995, à la date anniversaire de la fin de la Seconde Guerre mondiale sur le front de l'Est, 5 500 Müllers (porteurs du nom de famille allemand le plus courant et emblématique) qui vivaient à Berlin reçoivent une carte du Fonds Masoch leur souhaitant un joyeux jour de la Victoire. Le projet dit déconstruire l'image des « gagnants et des perdants » de la Seconde Guerre mondiale, l'Allemagne ayant mieux survécu au vingtième siècle que l'Union soviétique.

### La dernière tournée de concerts en Ukraine(2000)
Un jour où Bill Clinton prononce un discours à Kiev, le Fonds Masoch colle des affiches « La dernière tournée de concerts en Ukraine » mettant en scène le président américain jouant du saxophone.

### Les meilleurs artistes duXXesiècle(2001)
| Image externe |                           |
|               | Brochure de l'exposition. |

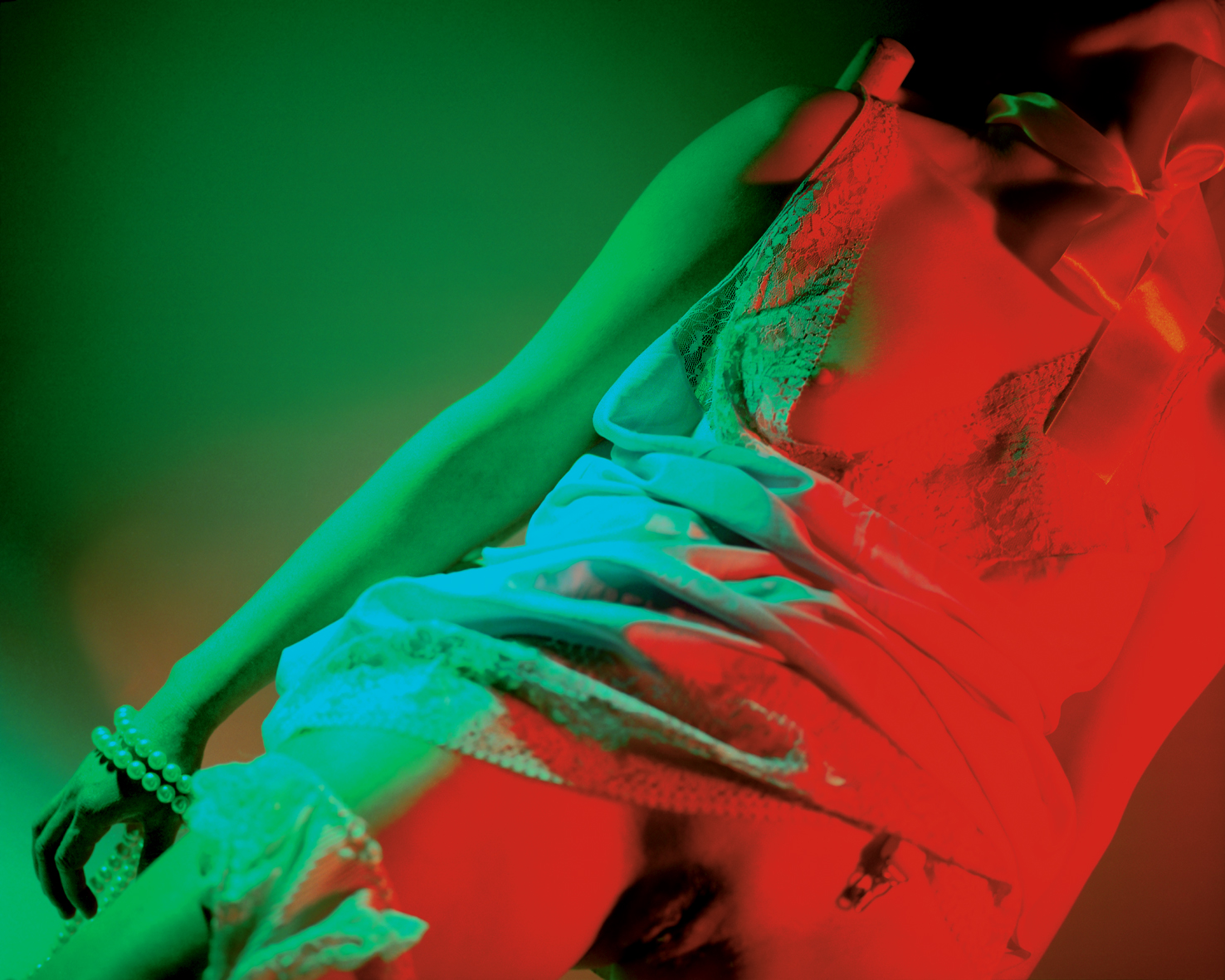
Ihor Podoltchak. « De Salvo. Nature morte". Photo couleur 70x100 cm. 2001. Du projet artistique "Les meilleurs artistes du XXe siècle"

Parmi les meilleurs artistes, des œuvres fictives d'hommes politiques ont été présentées (Adolf Hitler – installations, actions ; Mao Zedong – actions, art vidéo ; Nikita Khrouchtchev – land art, actions ; Kim Il-sung – autoportraits) ; scientifiques (Sigmund Freud – art vidéo) ; criminels (Bonnie et Clyde – album photo de mariage ; Al Capone – « racket art », etc.). Tous les participants au projet sont représentés non seulement par des quasi-œuvres d'art créées par Ihor Podoltchak, mais aussi par des marques de produits personnalisées (Saddam Hussein - parfums, Ulrike Meinhof - entreprise d'assurance, etc.).

### Du Fonds Masoch au peuple ukrainien(2005)
Ce projet conceptuel implique plusieurs scénarios possibles de développement de l'Ukraine, tels que « l'Ukraine pittoresque », « l'Ukraine masochiste », « l'Ukraine marginale », « l'Ukraine américaine », « l'Ukraine multimonarchique », « l'Ukraine commerciale ».